# Elena Liberatori
Elena Liberatori es una abogada y jueza argentina, actualmente titular a cargo del Juzgado N° 4 en lo Contencioso Administrativo y Tributario de la ciudad de Buenos Aires.
Liberatori es responsable de una serie de fallos progresistas que sentaron varios precedentes. En 2015, fue la primera jueza de primera instancia en reconocer la personalidad «no humana» a una orangutana llamada Sandra, decisión que tuvo amplia repercusión a nivel nacional e internacional. En otro caso, detuvo la construcción de un plan de incineración de basura en la Ciudad de Buenos Aires, impulsado por Horacio Rodríguez Larreta, Jefe de Gobierno de la ciudad de Buenos Aires, argumentando que atentaba contra los derechos de los recolectores urbanos en su trabajo de reciclado.
En otros casos, aprobó judicialmente el reclamo por el número insuficiente de vacantes en las escuelas de la ciudad de Buenos Aires, en 2016 detuvo el aumento del pasaje del subte, frenó los desalojos ilegales en Ciudad Oculta que impulsaba el Gobierno de la Ciudad y ordenó suspender el instructivo para identificar alumnos que participaban de las tomas en las escuelas secundarias. Además sus fallos sobre copaternidad y comaternidad, cambio de nombre a personas transgénero, matrimonio de personas del mismo sexo, reconocimiento de identidad autopercibida, sirvieron como antecedentes al Congreso de la Nación Argentina para dictar las leyes, entre ellas Ley de identidad de género, Ley de matrimonio de personas del mismo sexo, según se refieren en los debates parlamentarios. Es una de las magistradas precursoras del uso del lenguaje inclusivo en sus fallos.
En la actualidad, Liberatori está a cargo de la causa por el Metrobús Alberdi-Directorio, un proyecto del Gobierno de la Ciudad de Buenos Aires cuya ejecución implicaría afectar 13 árboles en el Área de Protección Histórica 45 del barrio Parque Avellaneda, entre otros impactos al patrimonio natural y cultural. En la Avenida Alberdi, a pesar de las irregularidades de un proyecto inconsulto y con un Estudio de Impacto Ambiental que no evaluó los aspectos sociales y económicos, Liberatori autorizó las obras del Metrobús. 

## Carrera
En 1974 se egresó en la carrera de Abogacía en la Facultad de Derecho de la Universidad de Buenos Aires, con especialidad en Derecho Administrativo y Administración Pública. Desde 2000, es jueza de primera instancia, titular a cargo del Juzgado N°4 en el fuero Contencioso Administrativo y Tributario de la Ciudad de Buenos Aires. Entre 1974 y 1994 fue docente de Derechos Humanos y Garantías y de Derecho Administrativo, en la Universidad de Buenos Aires. Desde octubre de 2011 está a cargo de la Secretaría Ad Hoc de Causas Colectivas en el área de derechos económicos, sociales y culturales en barrios vulnerables de la ciudad de Buenos Aires.

## Fallos notables

### Caso Sandra, la orangutana
Sandra es una orangutana que se hizo conocida mundialmente porque un tribunal de Argentina le concedió un habeas corpus, reconociéndola como «persona no humana y ser sintiente» y ordenando al zoológico de Buenos Aires (quienes la retenían) que la liberasen.

### Caso incineradoras de basura
El 3 de mayo de 2018 la Legislatura de la Ciudad aprobó la Ley N° 5.966, autorizando la combustión de residuos sólidos urbanos en la ciudad, siempre y cuando se recupere energía en la incineración (termovalorización). Esta ley modificó la Ley N° 1.854 de Basura Cero que prohibìa la incineración sin excepción. 
Paul Connett, químico inglés y autor del libro The zero waste solution, en vísperas de la modificación de la ley de Basura Cero viajó a la ciudad de Buenos Aires para dar una conferencia sobre los efectos de la construcción de incineradoras de basura «En Buenos Aires, se pretende instalar siete plantas incineradoras y esto representa un retroceso enorme para la ciudad como para el mundo. En un contexto global donde debemos migrar de una lógica del descarte a una economía circular basada en la recuperación y reutilización de recursos, la decisión de los legisladores no hace más que sumar políticas públicas en desuso que no acompañan las exigencias de los tiempos y las problemáticas actuales»
El 2 de octubre de 2019, Liberatori ordenó la suspensión inmediata de los efectos de la Ley N° 5.966, lo cual suspendió la autorización legal de que el gobierno de la ciudad de Buenos Aires pueda incinerar residuos.

### Caso Metrobús Alberdi-Directorio
En 2023 se inició el expediente J-01-00005899-4/2023-0 por la causa "Crespo, Lorena Analía y Otros contra GCBA", en cuyo marco Liberatori dictó una medida cautelar reconociendo la falta de instancias de participación ciudadana y generando en el marco del Juzgado dos instancias de audiencia entre vecinos y el Gobierno de la Ciudad de Buenos Aires. En este expediente participan como parte actora vecinos, comerciantes y comuneros de las Comunas 9, 10 y 7. Luego de las audiencias, la medida cautelar fue levantada parcialmente, quedando sólo el Área de Protección Histórica (APH) 45 "Parque Avellaneda y su entorno" con impedimento de avanzar en las obras. 

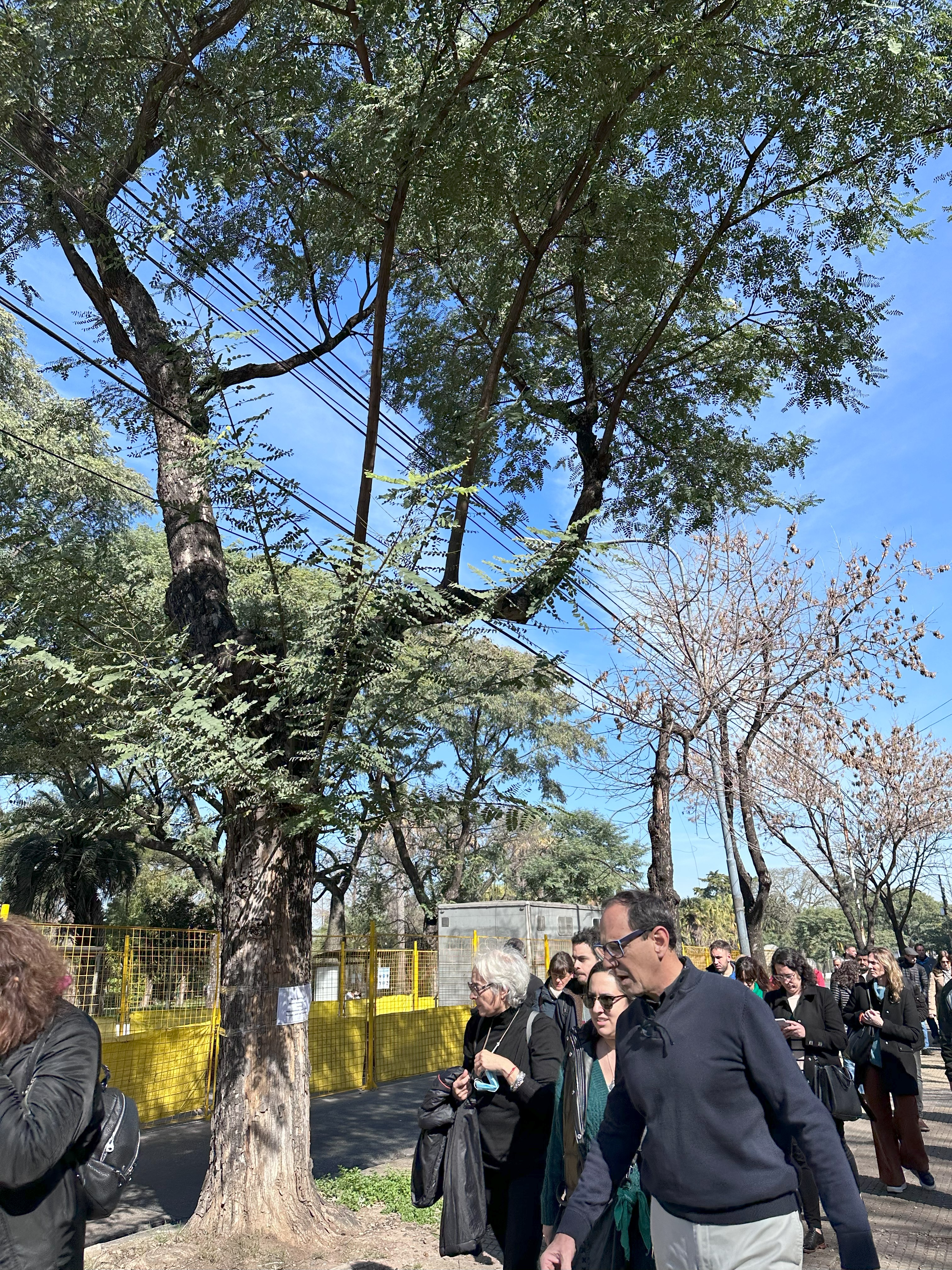
Elena Liberatori durante una inspección judicial en Parque Avellaneda, día 9/08/2023, en la Causa Metrobús Alberdi-Directorio.

## Reconocimientos
El 7 de noviembre de 2016, recibió el reconocimiento, de la Fundación Agenda de mujeres, por su trayectoria en la lucha por los derechos humanos y de las mujeres.
Fue merecedora del reconocimiento de la Federación Argentina de Lesbianas, Gays, Bisexuales y Trans (FALGTB) que le otorgó un premio por «su apoyo, aporte y acción comprometida con un país más justo e igualitario».
En abril de 2019, en conmemoración del Día Internacional de la Mujer, recibió el reconocimiento del Colegio Público de Abogados de la Capital Federal (CPACF) por su trayectoria, trabajo y compromiso por una sociedad más igualitaria.